# Département de Gobernador Dupuy
Le département de Gobernador Dupuy est une des 9 subdivisions de la province de San Luis, en Argentine. Son chef-lieu est la ville de Buena Esperanza.

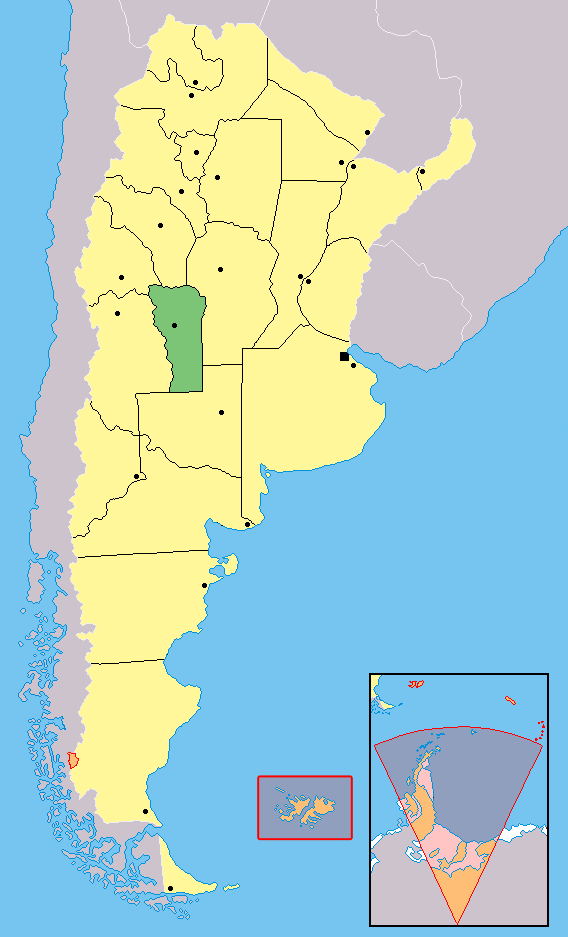
Localisation de la province de San Luis en Argentine

Il a une superficie de 19 632 km2 et comptait 11 120 habitants en 2001.

## Villes et localités
- Batavia